# Ättiksyra
Ättiksyra eller etansyra, är den enklaste karboxylsyran efter myrsyra. Dess kemiska formel är CH3COOH men den förkortas ofta HOAc där Ac betecknar en acetylgrupp CH3-C(=O). Något oegentligt förekommer även, särskilt i samband med syra-basreaktioner, även förkortningen HAc där Ac då får uttydas som en acetatgrupp CH3-COO. I utspädd form kallas den ättika och är en vanlig hushållskemikalie som används främst för inläggningar och rengöring.
Ättiksyrans smältpunkt, 16–17 °C, gör den lätt observerbar i sin fasta form, och då den liknar is har den rena syran fått namnet isättika. Dess relativt höga kokpunkt 118 °C kan förklaras genom att den bildar vätebundna dimerer. Ättiksyras pKa är 4,79. Syran bildar lätt salter som kallas acetater som precis som nitrater är lösliga i vatten. I innehållsförteckningar på livsmedel används E-nummer E 260 för ättiksyra. Årligen används – globalt sett – cirka 6,5 miljoner ton ättiksyra, varav en mindre del är återvunnen.
Liksom många andra karboxylsyror bildar ättiksyra enkelt sin anhydrid, acetylacetat ((CH3CO)2O).

## Biokemi
Ättiksyra förekommer naturligt i kroppen och deltar i många biokemiska processer. Vid kroppsenligt pH är syran huvudsakligen protolyserad, det vill säga i form av acetatjoner varför den i biokemiska sammanhang lite slarvigt och anglifierat oftast benämnes enbart "acetat". 
Kroppen bryter ner etanol till ättiksyra.

## Användning
En stor del av ättiksyran som produceras används till framställning av vinylacetat som används till polymer, och estrar som etylacetat som används som lösningsmedel i målarfärger. Ättiksyra används också för tillverkning av ättiksyraanhydrid som sedan kan användas till tillverkning av cellulosaacetat (som används till tyg, film med mera) och acetylsalicylsyra (som bland annat ingår i till exempel aspirin). Ättiksyraanhydrid bildar med morfin drogen heroin, ett starkt narkotikum.
Man använder också ättiksyra till inlagd ättiksgurka för att ättikan i inläggningar gör att bakterier inte kan leva där.
Många estrar produceras genom reaktion mellan en alkohol och ättiksyra, dessa estrar kallas acetater som till exempel metylacetat, etylacetat, butylacetat, propylacetat och amylacetat. Andra användningsområden för ättiksyra är:
- Plaster
- Lim
- Färg
- Olika lösningsmedel
- Läkemedel

## Säkerhet
Även om ättiksyra är en organisk syra kan den i höga koncentrationer vara frätande. Koncentrerad ättiksyra kan också brinna vid höga temperaturer.
 

Frätande        Irriterande
| Koncentration | Märksymbol       |
| ------------- | ---------------- |
| 10–25%        | Irriterande (Xi) |
| 25–90%        | Frätande (C)     |
| >90%          | Frätande (C)     |

Lösningar med högre koncentrationer än 25 % kan ge ifrån sig frätande ångor, men lägre koncentrationer som 5 % är ganska ofarliga utom om man dricker lösningen, då strupen kan skadas.[källa behövs]